# Philip K. Dick
Philip Kindred Dick (Chicago, 16 de desembre de 1928 - Santa Ana, Califòrnia, 2 de març de 1982) era un escriptor de ciència-ficció americà. A més a més de quaranta-quatre llibres actualment en impressió, Dick produí un cert nombre de contes i obres menors que es publicaven en revistes pulp. Diverses de les seves històries s'han adaptat a pel·lícules i sèries de televisió com Blade Runner, Minority Report o Desafiament total.
Encara que durant la seva vida va ser reconegut per iguals com Stanisław Lem, Robert A. Heinlein o Robert Silverberg, Dick va rebre poc reconeixement públic fins després de la seva mort.

## Biografia
Dick i la seva germana bessona, Jane Charlotte Dick, van néixer sis setmanes abans d'hora el 16 de desembre de 1928 a Chicago, Illinois, fills de Dorothy (de soltera Kindred; 1900-1978) i Joseph Edgar Dick (1899-1985), que van treballar per a la Departament d'Agricultura dels Estats Units. Els seus avis paterns eren irlandesos. La mort de Jane el 26 de gener de 1929, sis setmanes després del seu naixement, va afectar profundament la vida de Philip, donant lloc al motiu recurrent del bessó fantasma als seus llibres.
La família de Dick es va traslladar més tard a l’àrea de la badia de San Francisco. Quan tenia cinc anys, el seu pare va ser traslladat a Reno, Nevada, i quan Dorothy es va negar a traslladar-se, ella i Joseph es van divorciar. Tots dos van lluitar per la custòdia de Philip, que va ser concedida a Dorothy. Decidida a criar en Philip sola, va agafar una feina a Washington, DC, i s'hi va traslladar amb el seu fill. Philip es va matricular a l'escola elemental John Eaton (1936–1938), completant el segon al quart grau. La seva nota més baixa va ser una C en composició escrita, tot i que un professor va dir que «mostra interès i habilitat per explicar històries». Va ser educat a escoles quàqueres. El juny de 1938, Dorothy i Philip van tornar a Califòrnia, i va ser per aquesta època quan es va interessar per la ciència-ficció. Dick va declarar que va llegir la seva primera revista de ciència-ficció, Stirring Science Stories, el 1940.
Dick va anar a la Berkeley High School a Berkeley, Califòrnia. Ell i la també autora de ciència-ficció Ursula K. Le Guin anaven a la mateixa classe de 1947, però no es coneixien en aquell moment. Va afirmar haver presentat un programa de música clàssica a KSMO Radio el 1947. De 1948 a 1952, va treballar a Art Music Company, una botiga de discos a Telegraph Avenue.
Va anar a la Universitat de Califòrnia, Berkeley des de setembre de 1949 fins a l'11 de novembre de 1949, i finalment va rebre un acomiadament honorífic de l'1 de gener de 1950. No el van declarar llicenciat i va fer classes d'història, psicologia, filosofia i zoologia. Dick va abandonar a causa dels problemes d'ansietat, segons les memòries de la seva tercera dona, Anne. També diu que no li agradava la formació obligatòria del ROTC. A Berkeley, es va fer amic del poeta Robert Duncan i del poeta i lingüista Jack Spicer, que va donar idees a Dick per a una llengua marciana.
A través dels seus estudis de filosofia, creia que l'existència es basa en la percepció humana interna, que no es correspon necessàriament amb la realitat externa. Es va descriure a si mateix com un panenteista acòsmic, cosa que va explicar en el sentit que «no crec que l'univers existeixi. Crec que l'únic que existeix és Déu i ell és més que l'univers. L'univers és una extensió de Déu en l'espai i en el temps, aquesta és la premissa de la qual parteixo en el meu treball, que l'anomenada realitat és una il·lusió massiva que a tots hem de creure per raons totalment obscures». Després de llegir les obres de Plató i reflexionar sobre les possibilitats dels regnes metafísics, va arribar a la conclusió que, en cert sentit, el món no és del tot real i no hi ha manera de confirmar si hi és realment. Aquesta pregunta va ser un tema en moltes de les seves novel·les.

## Estil literari
Presagiant el subgènere cyberpunk, Dick portà el món corrupte de Califòrnia a molts dels seus treballs, que exploraven temes sociològics i polítics a les seves primeres novel·les i històries mentre que el seu treball posterior tractava les drogues i la teologia, dibuixant les seves pròpies experiències de vida en novel·les com A Scanner Darkly ('un escàner foscament') i VALIS. Els universos alternatius i els simulacres eren mecanismes de trama comuns, amb mons ficticis habitats per gent treballadora comuna, més que les elits galàctiques. «No hi ha cap heroïcitat als llibres de Dick», escrivia Ursula K. Le Guin, «però hi ha herois. Ens recorda a Charles Dickens: el que compta és l'honradesa, constància, bondat i paciència de la gent corrent».
La seva novel·la The Man in the High Castle ('L'home al castell alt') salvava els gèneres d'història alternativa i ciència-ficció, aconseguint el 1963 un Premi Hugo a la millor novel·la. Flow My Tears, The Policeman Said ('Flueixen les meves llàgrimes, deia el policia'), una novel·la sobre una celebritat que desperta en un univers paral·lel on és completament desconegut, va guanyar el 1975 el Premi John W. Campbell Memorial per a la millor novel·la. En aquestes històries, Dick escrivia sobre gent que estimava, posant-los en mons ficticis on es qüestionava la realitat d'idees i institucions. Dick escrivia: «En la meva escriptura fins i tot qüestiono l'univers; em pregunto fins i tot si és real, i em pregunto si tots nosaltres som reals».
Les històries de Dick sovint baixen al nivell de fantasies surrealistes, amb personatges que descobreixen que el seu món diari és una il·lusió, que emanen o d'entitats externes o de les vicissituds d'un narrador de poca confiança. Charles Platt escriu: «Tot el seu treball comença amb la suposició bàsica que no hi pugui haver una realitat objectiva, senzilla i única. Tot és una qüestió de percepció. La realitat està subjecta a canviar sota els seus peus. Un protagonista es pot trobar realitzant el somni d'una altra persona, o pot ingressar a un estat provocat per la droga que de fet té més sentit que el món real, o pot creuar a un univers completament diferent».
Aquests temes característics d'atmosfera de paranoia que generen es descriuen a vegades com 'Dickians' o 'Phildickians'.

## Obres
Confessions of a Crap Artist (1959) (traducció catalana: Confessions d'un artista de merda, ISBN 978-84-16804-80-1)

## Influència i llegat
Lawrence Sutin va escriure una biografia de Dick el 1989, titulada Divine Invasions: A Life of Philip K. Dick.

El 1993, l'escriptor francès Emmanuel Carrère va publicar Je suis vivant et vous êtes morts, que l'autor descriu en el seu prefaci d'aquesta manera:
| « | El llibre que tens a les mans és un llibre molt peculiar. He intentat representar la vida de Philip K. Dick des de dins, és a dir, amb la mateixa llibertat i empatia, de fet amb la mateixa veritat, amb què va representar els seus propis personatges. | » |

El llibre omet la verificació de fets, l'origen, les notes i l'índex. Es pot considerar una novel·la de no-ficció sobre la seva vida.
Dick ha influït en molts escriptors, inclòs Jonathan Lethem i Ursula K. Le Guin. El destacat crític literari Fredric Jameson va proclamar Dick el Shakespeare de la ciència-ficció, i va elogiar la seva obra com una de les expressions més poderoses de la societat de l'espectacle i el pseudo-esdeveniment. L'autor Roberto Bolaño també va elogiar Dick, descrivint-lo com Thoreau més la mort del somni americà. Dick també ha influït en cineastes, comparant el seu treball amb pel·lícules com Germanes Wachowski, Matrix, Videodrome, de David Cronenberg eXistenZ, i Spider, Being John Malkovich de Spike Jonze, adaptació: el lladre d'orquídies, Oblida't de mi de Michel Gondry, Dark City de Alex Proyas, The Truman Show de Peter Weir, Gattaca de Andrew Niccol, In Time, 12 Monkeys de Terry Gilliam, Abre los ojos de  Alejandro Amenábar, Fight Club de David Fincher, Vanilla Sky de Cameron Crowe, Pi de Darren Aronofsky,  Donnie Darko de Richard Kelly i Southland Tales, Looper de Rian Johnson, Duncan Jones' Codi font,  Memento de Christopher Nolan i Inception, i Owen Dennis' Infinity Train.
La Philip K. Dick Society era una organització dedicada a la promoció de les obres literàries de Dick i estava dirigida per l'amic i periodista musical de molt de temps de Dick, Paul Williams. Williams també va exercir com a marmessor literari de Dick durant uns quants anys després de la mort de Dick i va escriure una de les primeres biografies de Dick, titulada Only Apparently Real: The World of Philip K. Dick.
La finca de Philip K. Dick posseeix i opera la productora Electric Shepherd Productions que ha produït la pel·lícula The Adjustment Bureau (2011), la sèrie de televisió The Man in the High Castle i també un Marvel Comics 5- adaptació del tema de Electric Ant.

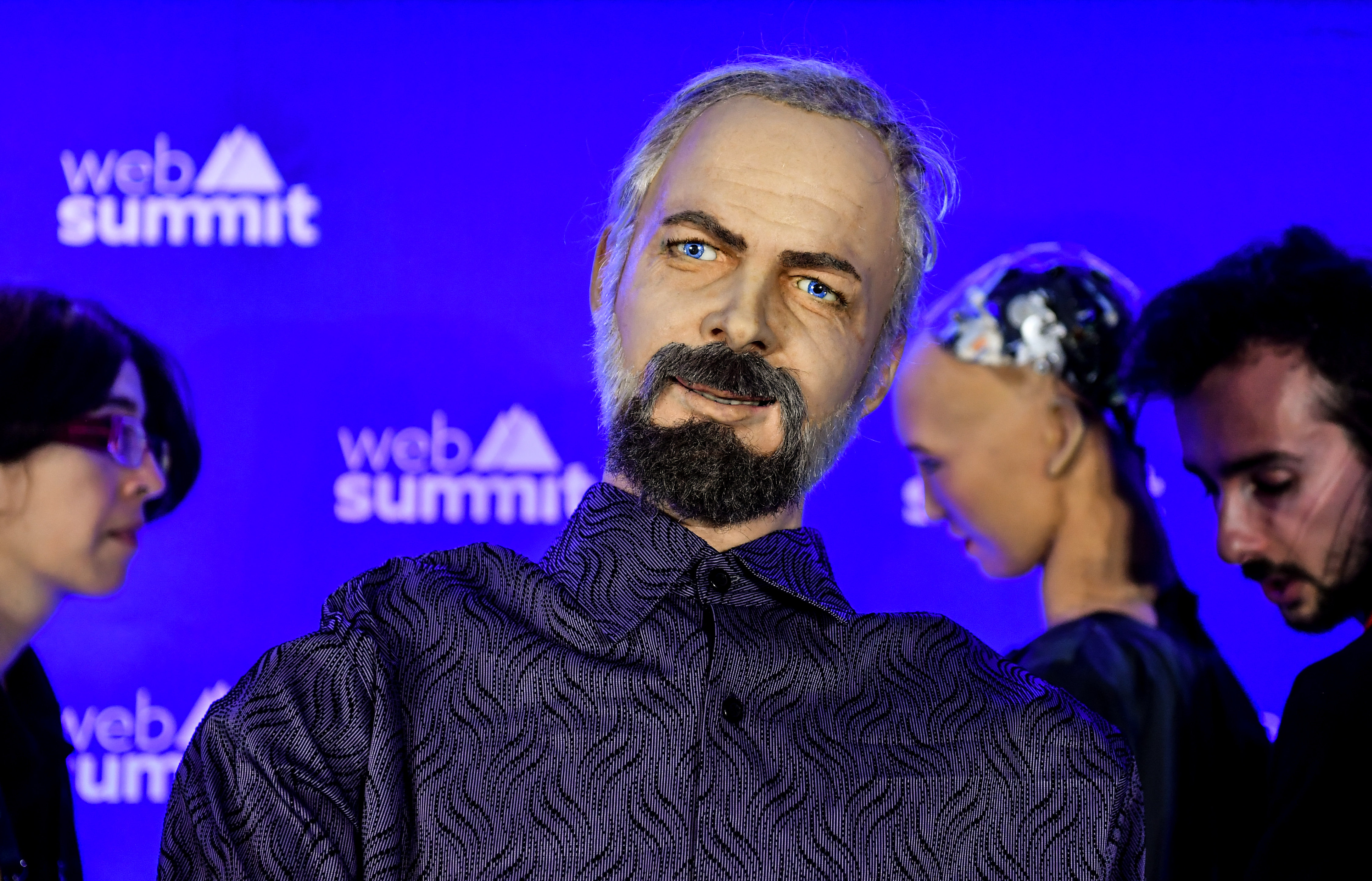
El Hanson Robotics Philip K. Dick Android, a l'esdeveniment Web Summit 2019

Dick va ser recreat pels seus fans en forma de simulacre o androide controlat a distància dissenyat a la seva semblança. Aquests simulacres havien estat temes de moltes de les obres de Dick. El simulacre de Philip K. Dick es va incloure en un panell de discussió en una presentació de la San Diego Comic Con sobre l'adaptació cinematogràfica de la novel·la, A Scanner Darkly. El febrer de 2006, un empleat d'America West Airlines va extraviar el cap de l'androide i encara no s'ha trobat. El gener de 2011, es va anunciar que Hanson Robotics havia construït un reemplaçament.

## K. Dick a la cultura
Emmanuel Carrère feu un biopic sobre Philip K. Dick.